# Самотёчная улица
Самотёчная улица — улица в центре Москвы, является границей между Тверским и Мещанским районами Центрального административного округа. Проходит между Самотёчной и Суворовской площадями. Дома находятся только на стороне Тверского района.

## История
В первой половине XIX веке называлась Ширяевский переулок. Современное название дано по ближнему Самотёчному пруду, через который протекала река Неглинная, в верховьях — Самотёка (правый исток Неглинной).
В 1953 году в сквере на Самотёчной улице был установлен памятник Виталию Попкову, а в 1960 году — памятник Фёдору Толбухину.

## Расположение
Самотёчная улица начинается у Садового кольца от Самотёчной площади недалеко от Олимпийского проспекта и проходит на север. Между ней и Олимпийским проспектом расположен широкий Самотёчный сквер, так что дома расположены лишь на западной Тверской стороне. Налево от улицы уходят 1-й и 2-й Волконские переулки, затем Самотёчная образует перекрёсток с Делегатской улицей и 3-м Самотёчным переулком (последний уходит налево) и, наконец, выходит на Суворовскую площадь рядом с улицей Дурова.

## Транспорт
По улице проходят автобусы м5, м53, 538, н6.

## Учреждения и организации
- Дом 7/5, строение 1 — Московская палата ремёсел;
- Дом 13 — ресторан «Итальянец»;
- Дом 17а — типография «Бумполиграф»; детский сад № 1192 (комбинированного вида, с логопедическими группами).